# Burjassot
Burjassot (em valenciano e oficialmente) ou Burjasot (em castelhano) é um município da Espanha na província de Valência, Comunidade Valenciana. Tem 3,4 km² de área e em 2021 tinha 38 712 habitantes (densidade: 11 385,9 hab./km²).

## Demografia
| Variação demográfica do município entre 1991 e 2004 | Variação demográfica do município entre 1991 e 2004 | Variação demográfica do município entre 1991 e 2004 | Variação demográfica do município entre 1991 e 2004 |
| --------------------------------------------------- | --------------------------------------------------- | --------------------------------------------------- | --------------------------------------------------- |
| 1991                                                | 1996                                                | 2001                                                | 2004                                                |
| 34138                                               | 34061                                               | 35330                                               | 37330                                               |